# Forum för poesi och prosa
Forum för poesi och prosa, är en scen för uppläst litteratur grundad i Göteborg 2003. Syftet var att skapa en fast scen för uppläst litteratur och en återkommande mötesplats för litteraturintresserade. Evenemangen arrangeras på tolv orter i Västra Götalandsregionen med Göteborg som huvudarena. I genomsnitt hålls trettio evenemang per i år i regionen, med ungefär sjuttio författarframträdanden.

## Evenemangen
Hittills har mer än trehundra olika författare uppträtt på Forum för poesi och prosa. Bland de mer kända namnen kan nämnas Tomas Tranströmer, Suzanne Brøgger, Karl Ove Knausgård, Monika Fagerholm, Majgull Axelsson, Jonas Hassen Khemiri, Erlend Loe, Viveca Lärn, Henning Mankell, Sofi Oksanen, Björn Ranelid, Lars Gustafsson och Klas Östergren.
Under fyra evenemangsveckor per säsong arrangeras uppläsningar av olika poeter och prosaister. Varje arrangemangsvecka har ett tema som medverkande författare är fria att tolka som de vill. Det lokala arbetet med Forum för poesi och prosa består av kulturföreningar, studieförbund, bibliotek, kafèägare, litteraturombud och enskilda engagerade personer. Forum för poesi och prosa ser därför olika ut på olika orter vad gäller program, frekvens, publik och scen.

## Scener och datum
Scener: Borås, Göteborg, Kinna, Lidköping, Skövde, Trollhättan, Vänersborg och Åmål.
Datum: Höstsäsongen - Första veckan i september, oktober, november och december. Vårsäsongen - Första veckan i februari, mars, april och maj

## 10-årsjubileum
Från mars 2014 till och med juli 2015 firar Forum för poesi och prosa sitt 10-årsjubileum. Under jubileumsåret breddas verksamheten genom att synas på nya platser, nå ut till nya målgrupper och ett ökat samarbete med gymnasieskolor i Västra Götalandsregionen. Projektet innefattar enskilda författarbesök på gymnasier i regionen, samt specialarrangemang med flera deltagande författare. Därtill arrangeras en skrivtävling, Jag skriver i dina ord, med målet att uppmuntra och inspirera till läsning och skrivande. Forum för poesi och prosa kommer även synas på festivaler och andra kulturarrangemang, samt spela in filmer av uppläsningar i offentlig miljö.
Jubileumsåret stöds av Svenska Postkodlotteriet.

## Finansiering
Forum för poesi och prosa drivs av Författarcentrum Väst. Under 2015 stöds projektet av Västra Götalandsregionen, Kulturrådet, Göteborgs Stad och Svenska PostkodLotteriet. Sedan 2009 är Forum för poesi och prosa ett regionalt kulturstrategiskt uppdrag på 3-årsbasis.
Sedan 2009 kommer minst en författare per evenemangsvecka från ett nordiskt grannland. Genom ett nordiskt inslag får publiken möjlighet att möta författare från grannländerna och svenska författare har möjlighet att få kontakt med sina nordiska kollegor. Förhoppningen är att detta ska bidra till att stärka den nordiska kulturgemenskapen.